# Andreas Nordenhielm
Andreas Nicolai Norcopensis, adlad Nordenhielm, född 27 april 1633 i Norrköping, död 23 december 1694 i Stockholm, var en svensk professor, rektor för Uppsala universitet och lärare åt Karl XII.

## Biografi
Andreas Norcopensis var son till borgmästaren Nils Andersson Vinnerstadius och Ingeborg Mattiasdotter. Han disputerade vid Uppsala universitet 1656 med De ratione convivendi ad Romanos olim mores. Därpå begav han sig på en sjuårig resa genom nästan hela Europa, utnämndes 1667 till professor i praktisk filosofi och 1672 i vältalighet vid Uppsala universitet samt presiderade i denna egenskap för 88 avhandlingar. Han var rektor för Uppsala universitet 1676 och 1683. År 1686 antogs han till lärare för prins Karl (sedermera Karl XII), fick 1687 kansliråds- och statssekreterarfullmakt samt adlades med namnet Nordenhielm; två år senare introducerades han på nummer 1110. 
Nordenhielm var omtyckt av sin lärjunge och anses som "stiftare af stilens klassiska korrekthet i Uppsala och var måhända den förste infödde svensk, som för latinsk vältalighet vann ett namn". Det var egentligen genom sitt åminnelsetal över Johannes Loccenius (1678) han förvärvade sitt rykte i detta avseende. Nordenhielm översatte till latin band I och II av Olof Rudbeck den äldres "Atlantica" (1679 och 1689).
Nordenhielm var gift med Kristina Jönsdotter. Deras son Jöns blev lagman och vice president i Svea hovrätt. Den andre sonen Nils blev även han lagman. Andreas Nordenhielm avled i Stockholm, och begravdes i Storkyrkan.